# Pablo de Mendíbil
Pablo de Mendíbil (* April 1788 in Alegría de Álava, Álava; † 1832 in London) war ein spanischer Romanist und Hispanist, der in Frankreich und England wirkte.

## Leben und Werk
Pablo de Mendíbil y Grao studierte Rechtswissenschaft an der Universität Saragossa. Er emigrierte 1813 nach Bordeaux, kehrte 1820 nach Spanien zurück und gab die Zeitschrift El Liberal Guipuzcoano heraus.
1823 emigrierte er definitiv nach London. Dort gab er von 1824 bis 1827 mit anderen die Zeitschrift Ocios de españoles emigrados heraus.
Er bewarb sich für den ersten englischen Lehrstuhl für Spanisch am 1826 gegründeten University College London, unterlag aber Antonio Alcalá Galiano. Er besetzte stattdessen den am King’s College London ebenfalls erstmals ausgeschriebenen Lehrstuhl für Spanisch von 1831 bis zu seinem frühen Tod. Sein Nachfolger wurde José María Jiménez de Alcalá.

## Werke
- (Hrsg. mit Manuel Silvela, 1781–1832) Biblioteca selecta de literatura española, 4 Bde., Bordeaux 1919
- (Hrsg.) Calderón de la Barca, El Astrólogo fingido, London 1826
- Inglaterra, Escocia e Irlanda. Pintura de trajes, diversiones, usos i costumbres, 2 Bde., London 1828
- (Hrsg.) Carlos María de Bustamante (1774–1848), Resúmen histórico de la revolución de los Estados Unidos Mejicanos, London 1828, Mexiko-Stadt 1955, 1982, 1983
- No me olvides. Colección de producciones en prosa y verso originales imitadas y traduzidas, London 1828
- (Übersetzer) Maria Elizabeth Budden (1780–1832), Clave de conozimientos útiles, London 1928 (engl. Original: A Key to knowledge, London 1814)